# Friedrich August von Wickede
Friedrich August von Wickede (* 25. Mai 1788 auf dem Domhof Ratzeburg oder in Schlagsdorf; † 20. November 1854 in Mölln) war ein deutscher Verwaltungsjurist, dänischer Etatsrat und Stadthauptmann und Bürgermeister von Mölln.

## Leben
Friedrich August von Wickede war ein Sohn des Drosten Nicolaus Otto von Wickede und seiner Frau Sophie, geb. Schubert. Adolf Johann Otto von Wickede war sein älterer Bruder.
Von April 1803 bis September 1806 besuchte er die Klosterschule Ilfeld. Er studierte Rechtswissenschaften und wurde zum Dr. iur. promoviert. Anschließend praktizierte er zunächst als Advokat im seit 1815 dänischen Herzogtum Lauenburg. Die dänische Regierung ernannte ihn 1823 als Nachfolger des verstorbenen Georg Ludwig von Bülow zum Stadthauptmann von Mölln. Gleichzeitig stand er als Präses dem Kriminalgericht in Mölln vor. Ab 1824 war er rechtsgelehrter Erster Bürgermeister der Stadt.

## Familie
Wickede heiratete 1823 Anna Charlotte Schubert († 10. August 1824), die kurze Ehe war ohne Nachkommen. Nach dem Tod seiner ersten Frau heiratete er 1832 Elisabeth Christine Murjahn (* 18. April 1804; † 30. Juni 1868). Das Paar hatte mehrere Kinder:
- Sophie Wilhelmine Friederike Magdalene (* 30. September 1834)
- Luise Marie Wilhelmine (* 6. Juli 1838)
- Wilhelm Christian Bernhard (* 7. Mai 1840) ⚭ 1892 Magdalene Hampele verwitwete Jund
- Franz Johann Friedrich (* 9. Oktober 1841), Kaufmann ⚭ 1880 Julie Zeise (* 5. Juli 1855)
- Elisabeth Charlotte Juliane (* 23. Juni 1843) ⚭ J. Bauer (Wagenfabrikant in Chicago)
- Ludwig Heinrich Nikolaus (* 14. Juli 1844) ⚭ 1882 Emmy von Bötticher (* 7. September 1860)
- August Hermann Georg Christian (* 3. März 1845), Baurat in Celle ⚭ Marie Brasse (* 1862)
- Frederik Johann Ernst (* 26. Februar 1851), Landvogt ⚭ 1878 Anna Henriette Bertha Klothilde von Boetticher (* 3. Oktober 1858)

## Auszeichnungen
- 1829: Ritter des Dannebrogordens
- 1841: Hannoversche Kriegs-Erinnerungsmedaille für 1813
- 1841: Titel Etatsrat